# Blairs
Blairs – jednostka osadnicza w Stanach Zjednoczonych, w stanie Wirginia, w hrabstwie Pittsylvania.